# لوله پر از گاز

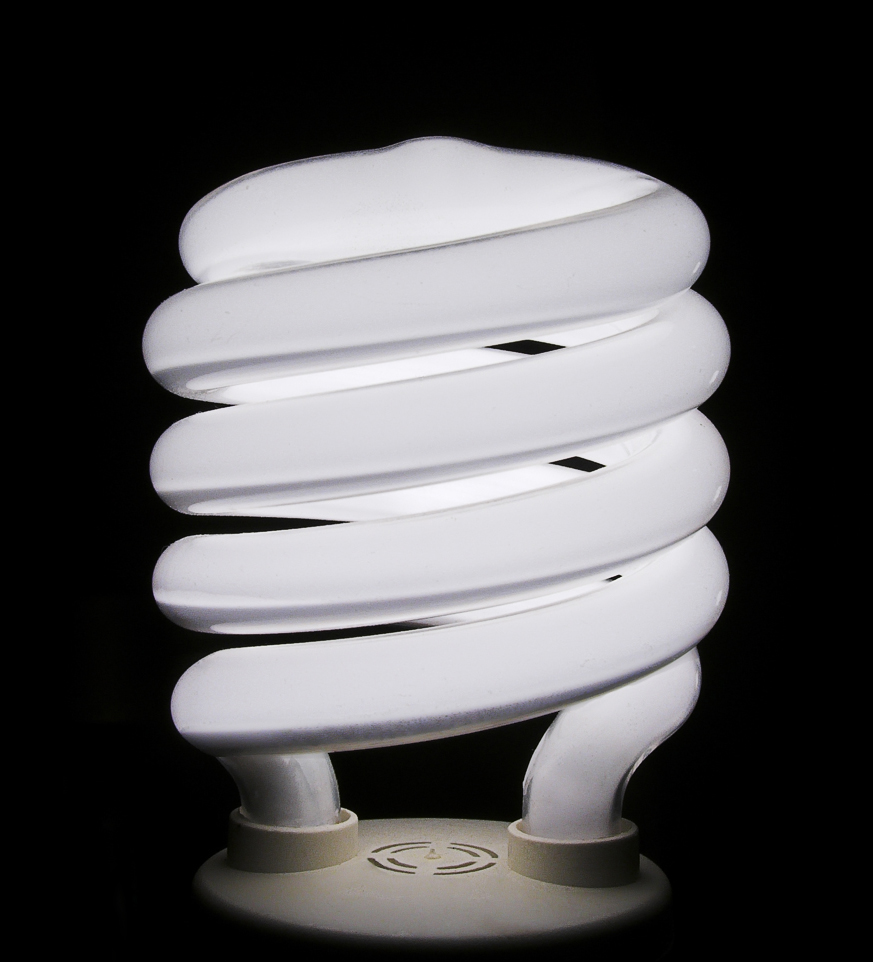
لامپ فلورسنت فشرده شده یک کاربرد خانگی از لوله پر از گاز است

یک لوله پر از گاز، که همچنین به عنوان لوله تخلیه یا سابقاً به عنوان لوله پلوکر، ترتیبی از الکترودها در یک گاز در یک محفظه عایق مقاوم در برابر حرارت است. لوله‌های پر از گاز از پدیده‌های مربوط به تخلیه الکتریکی در گازها استفاده می‌کنند و با یونیزه کردن گاز به وسیله ولتاژ اعمال شده برای ایجاد رسانایی الکتریکی توسط پدیده‌های زیربنایی تخلیه تاونزند کار می‌کنند. لامپ تخلیه گاز یک چراغ الکتریکی است که به وسیله یک لوله پر از گاز کار می‌کند. اینها شامل لامپ‌های فلورسنت، لامپ‌های متال هالید، لامپ‌های بخار سدیم و لامپ‌های نئون است. لوله‌های پر از گاز مخصوص مانند کریترون‌ها، تایترون‌ها و ایگنیترون‌ها به عنوان افزاره‌های کلیدزنی در دستگاه‌های الکتریکی استفاده می‌شوند.
ولتاژ مورد نیاز برای شروع و حفظ تخلیه، به فشار و ترکیب گاز پرکننده و هندسه لوله بستگی دارد. اگرچه که پوشش معمولاً شیشه‌ای است، لوله‌های قدرت اغلب از جنس سرامیک هستند و لوله‌های نظامی اغلب از فلز با روکش شیشه استفاده می‌کنند. در هر دو دستگاه کاتد گرم و کاتد سرد با هم در تماس هستند.

## گازهای مورد استفاده

### هیدروژن
هیدروژن در لوله‌هایی استفاده می‌شود که برای سوئیچینگ بسیار سریع استفاده کاربرد دارند، به عنوان مثال، برخی از تیراترون‌ها، دکاترون‌ها، و کریترون‌ها، جایی که لبه‌هایی با شیب بسیار تند مورد نیاز است. زمان ساخت و بازیابی هیدروژن بسیار کوتاهتر از سایر گازها است. تیراترون‌های هیدروژن معمولاً کاتدی گرم هستند. هیدروژن (و دوتریوم) را می‌توان در لوله به شکل یک هیدرید فلزی که با یک رشته کمکی گرم می‌شود ذخیره کرد. با گرم کردن چنین عنصر ذخیره‌سازی می‌توان از آن برای دوباره پر کردن گاز استریل و حتی تنظیم فشار در صورت نیاز برای عملیات تیراترون در یک ولتاژ معین استفاده کرد.

### دوتریوم
دوتریوم در لامپ‌های فرابنفش برای طیف‌سنجی فرابنفش، در لوله‌های مولد نوترون و در لوله‌های ویژه (مانند کراساترون) استفاده می‌شود. ولتاژ شکست آن بالاتر از هیدروژن است. در لوله‌های سوئیچینگ سریع به جای هیدروژن در مواقعی که عملیات ولتاژ بالا مورد نیاز است استفاده می‌شود. برای مقایسه، تیراترون CX1140 پر از هیدروژن دارای درجه ولتاژ آند ۲۵ کیلو ولت است، در حالی که CX1159 پر از دوتریوم دارای ولتاژ ۳۳ کیلوولت است. همچنین، در ولتاژ یکسان، فشار دوتریوم می‌تواند بیشتر از هیدروژن باشد، که امکان افزایش نرخ جریان بالاتر را قبل از اینکه اتلاف آند بیش از حد شود، را فراهم می‌کند. اوج قدرت به‌طور قابل توجهی افزایش می‌یابد. با این حال، زمان بازیابی آن حدود ۴۰ درصد کندتر از هیدروژن است.

### گازهای نجیب

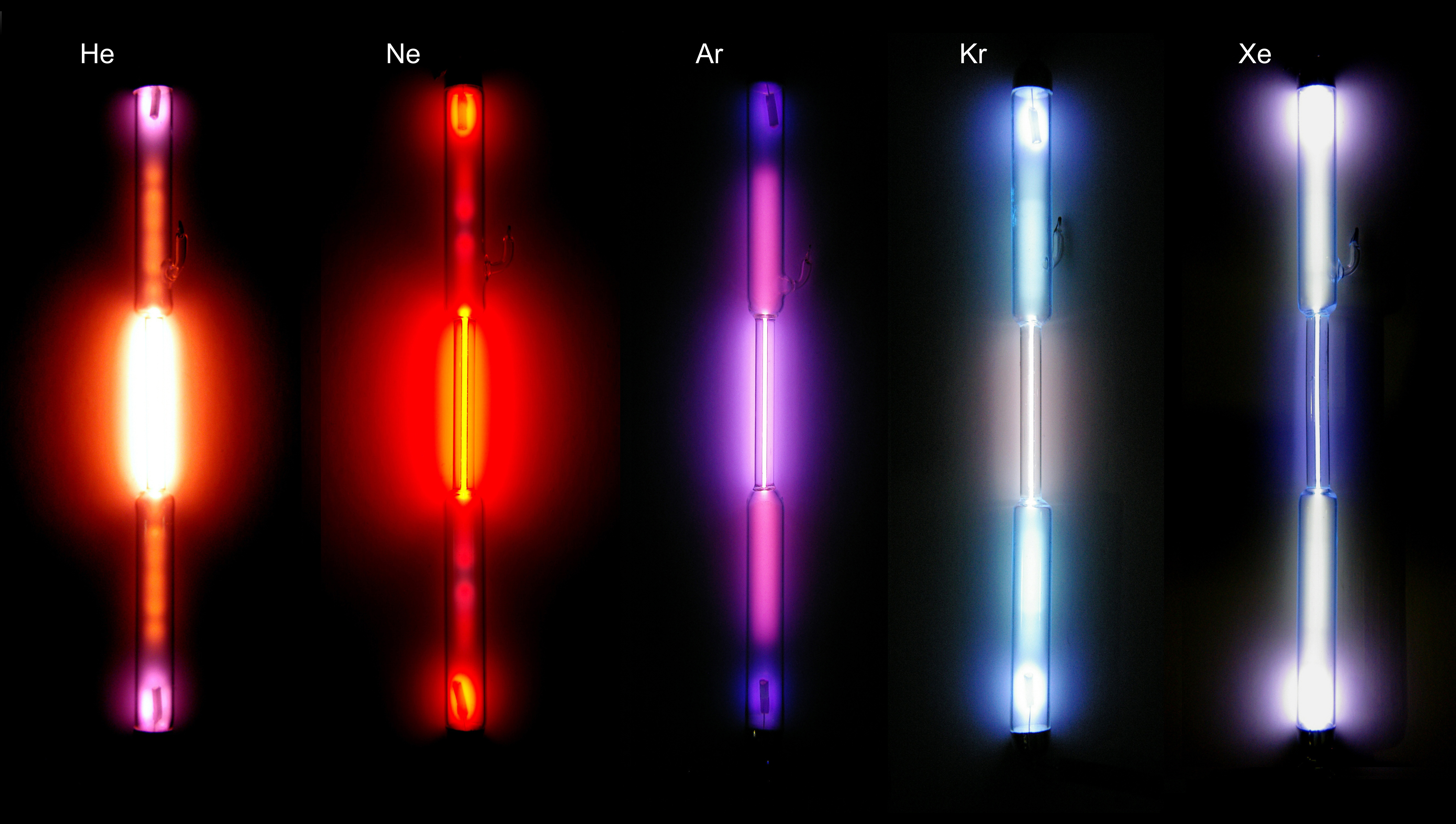
گاز نجیب تیوب‌های خالی شده؛ از چپ به راست: هلیم، نئون، آرگون، کریپتون، زنون

گازهای نجیب اغلب در لوله‌ها برای استفاده‌های بسیاری، از روشنایی گرفته تا سوئیچینگ، استفاده می‌شوند. گازهای نجیب خالص در لوله‌های سوئیچینگ استفاده می‌شود. تیراترون‌های پر از گاز نجیب، پارامترهای الکتریکی بهتری نسبت به تیراترون‌های مبتنی بر جیوه دارند. الکترودها توسط یون‌های با سرعت بالا آسیب می‌بینند. اتم‌های خنثی گاز در اثر برخورد، سرعت یون‌ها را کاهش می‌دهند و انرژی انتقال یافته به الکترودها در اثر برخورد یون را کاهش می‌دهند. گازهای با وزن مولکولی بالا، به عنوان مثال زنون، از الکترودها بهتر از گازهای سبک‌تر مانند نئون محافظت می‌کنند.
- هلیوم در لیزرهای هلیوم-نئون و در برخی از تیراترون‌ها که برای جریان‌ها و ولتاژهای بالا درجه‌بندی شده‌اند استفاده می‌شود. هلیوم تقریباً به اندازه هیدروژن زمان یونیزاسیون کوتاهی را فراهم می‌کند، اما می‌تواند ولتاژ کمتری را تحمل کند، بنابراین بسیار کمتر مورد استفاده قرار می‌گیرد.[۵]
- نئون دارای ولتاژ احتراق پایین است و اغلب در لوله‌های ولتاژ پایین استفاده می‌شود. ترشحات نئون، نور قرمز نسبتاً روشنی تابشمی‌کند؛ بنابراین، از لوله‌های سوئیچینگ پر از نئون به عنوان نشانگر استفاده می‌کنند و هنگام روشن شدن، به رنگ قرمز می‌درخشند. از این در لوله‌های دکاترون هم که به عنوان شمارنده و هم به عنوان نمایشگر عمل می‌کنند، مورد استفاده قرار می‌گیرد. از نور قرمز آن در تابلوهای نئون استفاده می‌شود. در لوله‌های فلورسنت با قدرت بالا و طول کوتاه استفاده می‌شود، به عنوان مثال لوله‌های روشنایی صنعتی. افت ولتاژ بالاتری نسبت به آرگون و کریپتون دارد. جرم اتمی کم آن تنها محافظت اندکی از الکترودها در برابر یون‌های شتاب گرفته ایجاد می‌کند. می‌توان از سیم‌ها یا صفحات غربالگری اضافی برای افزایش طول عمر آند استفاده کرد. در لوله‌های فلورسنت از آن در ترکیب با جیوه استفاده می‌شود.[۴]
- آرگون اولین گازی بود که در لوله‌های فلورسنت مورد استفاده قرار گرفت و هنوز هم به دلیل هزینه کم، راندمان بالا و ولتاژ ضربه بسیار کم استفاده می‌شود. در لوله‌های فلورسنت در ترکیب با جیوه استفاده می‌شود.[۴] همچنین در لوله‌های یکسو کننده اولیه مورد استفاده قرار گرفت. اولین تیراترون‌ها از چنین لوله‌های پر از آرگونی به دست آمدند.
- کریپتون را می‌توان در لامپ‌های فلورسنت به جای آرگون استفاده کرد. کریپتون، کل تلفات انرژی روی الکترودها را از حدود ۱۵٪ به ۷٪ کاهش می‌دهد. با این حال، افت ولتاژ در طول لامپ کمتر از آرگون است، که می‌تواند با قطر لوله کوچکتر آن را جبران کرد. لامپ‌های پر از کریپتون نیز به ولتاژ راه اندازی بالاتری نیاز دارند. این مشکل را می‌توان با استفاده از مخلوط ۲۵ تا ۷۵ درصد آرگون-کریپتون کاهش داد. در لوله‌های فلورسنت در ترکیب با جیوه استفاده می‌شود.[۴]
- زنون در حالت خالص دارای ولتاژ شکست بالایی است که آن را در لوله‌های سوئیچینگ ولتاژ بالاتر مفید می‌کند. زنون همچنین در مواقعی که تولید اشعه ماوراء بنفش مورد نیاز است، به عنوان جزئی از مخلوط‌های گازی استفاده می‌شود، مثلاً در نمایشگرهای پلاسما، معمولاً برای تحریک فسفر. طول موج تولید شده به وسیله آرگون و کریپتون بیشتر است و بهتر به فسفرها نفوذ می‌کند. برای کاهش ولتاژ یونیزاسیون از نئون-زنون یا هلیوم-زنون استفاده می‌شود. بالای ۳۵۰ تور (۴۷ کیلوپاسکال)، هلیوم ولتاژ شکست کمتری نسبت به نئون دارد و بالعکس. در غلظت‌های ۱٪ و کمتر زنون، اثر پنینگ در چنین مخلوط‌هایی قابل توجه می‌شود، زیرا بیشتر یونیزاسیون زنون در اثر برخورد با اتم‌های برانگیخته گازهای نجیب دیگر رخ می‌دهد. در بیش از چند درصد از زنون، تخلیه، مستقیماً زنون را یونیزه می‌کند، زیرا بیشتر انرژی الکترون‌ها صرف یونیزاسیون مستقیم زنون می‌شود.[۶]
- رادون علیرغم اینکه یک گاز نجیب است، به‌طور خطرناکی رادیواکتیو است و پایدارترین ایزوتوپ آن نیمه عمری کمتر از چهار روز دارد.[۷] در نتیجه، معمولاً در دستگاه‌های الکترونیکی استفاده نمی‌شود.
- مخلوط‌های پنینگ در جاهایی استفاده می‌شود که ولتاژ یونیزاسیون کمتری مورد نیاز است، به عنوان مثال در لامپ‌های نئون، لوله‌های گایگر-مولر و دیگر آشکارسازهای ذرات پر از گاز. یک ترکیب کلاسیک در حدود ۹۸ تا ۹۹٫۵ درصد نئون با ۰٫۵ تا ۲ درصد آرگون است که در لامپ‌های نئون نمایشگرهای پلاسمای تک رنگ استفاده می‌شود.

### بخارات عنصری (فلزات و نافلزات)
- بخارات جیوه برای کاربردهایی با جریان بالا استفاده می‌شود، به عنوان مثال چراغ‌ها، دریچه‌های قوس جیوه‌ای، جرقه‌زنی. جیوه به دلیل فشار بخار بالا و پتانسیل یونیزاسیون کم استفاده می‌شود. جیوه مخلوط شده با گاز بی‌اثر در جایی استفاده می‌شود که تلفات انرژی در لوله باید کم باشد و طول عمر لوله باید طولانی باشد. در مخلوط گازهای بی اثر جیوه، تخلیه در ابتدا توسط گاز بی اثر انجام می‌شود. سپس گرمای آزاد شده، میزان کافی جیوه را برای رسیدن به فشار بخار مورد نظر تبخیر می‌کند. یکسو کننده‌های ولتاژ پایین (صدها ولت)، از بخار جیوه اشباع شده در ترکیب با مقدار کمی گاز بی اثر استفاده می‌کنند که امکان شروع سرد لوله‌ها را فراهم می‌کند. یکسو کننده‌های ولتاژ بالا (کیلو ولت و بیشتر) از بخار جیوه خالص در فشار کم استفاده می‌کنند که نیاز به حفظ حداکثر دمای لوله دارد. جیوه مایع به عنوان یک مخزن جیوه عمل می‌کند و بخارهایی را که در طول تخلیه مصرف می‌شود، دوباره پر می‌کند. می‌توان از بخار جیوه غیراشباع استفاده کرد، اما از آنجایی که نمی‌توان آن را دوباره پر کرد، طول عمر چنین لوله‌هایی کمتر است.[۱] وابستگی شدید فشار بخار به دمای جیوه، محیط‌هایی را که لوله‌های مبتنی بر جیوه می‌توانند در آن کار کنند، محدود می‌کند. در لامپ‌های جیوه ای کم فشار، یک فشار جیوه ای بهینه برای بالاترین بازده وجود دارد. فوتون‌های گسیل شده توسط اتم‌های جیوه یونیزه شده می‌توانند توسط اتم‌های غیریونیزه مجاور جذب شوند یا مجدداً تابش شوند یا اتم به‌طور غیر تابشی برانگیخته شود، بنابراین فشار زیاد جیوه باعث از دست دادن نور می‌شود. فشار بسیار کم جیوه منجر به وجود اتم‌های بسیار کمی برای یونیزه شدن و تابش فوتون‌ها می‌شود. دمای مطلوب برای لامپ‌های جیوه ای کم فشار حدود ۴۲ درجه سانتی گراد (سلسیوس)است، هنگامی که فشار بخار اشباع جیوه (به صورت افت حدود ۱ میلی‌گرم جیوه مایع در لوله، به عنوان یک مخزن جبران کننده تلفات با پاکسازی) به این حد مطلوب می‌رسد. در لامپ‌های در نظر گرفته شده برای کار در دمای محیط بالاتر و در محدوده دمایی وسیع تر، جیوه به شکل آمالگام با بیسموت و ایندیم وجود دارد. فشار بخار بالای آمالگام کمتر از جیوه مایع است.[۸] جیوه در لوله‌های فلورسنت به عنوان منبع نور مرئی و فرابنفش برای تحریک فسفر استفاده می‌شود. در این کاربرد معمولاً همراه با آرگون یا در برخی موارد با کریپتون یا نئون استفاده می‌شود. یون‌های جیوه به آرامی دییونیزه می‌شوند و سرعت سوئیچینگ تیراترون‌های پر از جیوه را محدود می‌کنند. بمباران یونی با یون‌های جیوه حتی با انرژی نسبتاً کم نیز به تدریج کاتدهای پوشش داده شده با اکسید را از بین می‌برد.[۲]
- بخار سدیم در لامپ‌های بخار سدیم استفاده می‌شود.
- بخارات گوگرد در استفاده لامپ گوگرد.
- بخار بسیاری از فلزات، به تنهایی یا همراه با یک گاز نجیب، در بسیاری از لیزرها استفاده می‌شود.

### گازهای دیگر

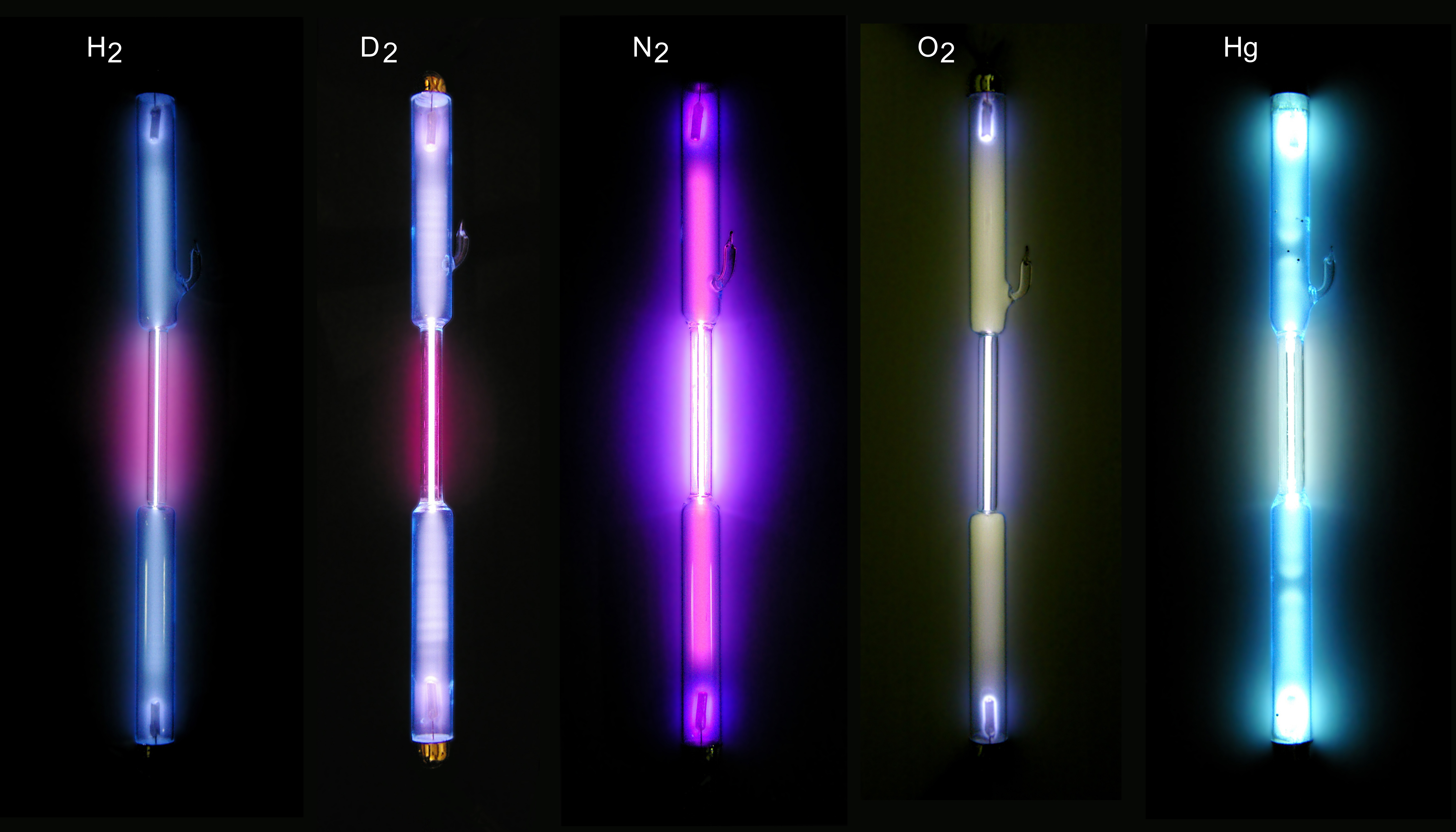
سایر گازها در لوله‌های تخلیه؛ از چپ به راست: هیدروژن، دوتریوم، نیتروژن، اکسیژن، جیوه

- هوا را می‌توان در برخی از برنامه‌های کاربردی که کمتر مورد نیاز هستند، استفاده می‌شود.
- نیتروژن معمولاً در فشار نسبتاً بالا در خروش بازدارنده استفاده می‌شود، با توجه به زمان کوتاه آماده‌سازی آن، به لوله‌ها امکان واکنش سریع تری نسبت به ولتاژ موج‌ها می‌دهد.[۱]
- هالوژن‌ها و بخارات الکل اشعه فرابنفش را جذب می‌کنند و میل الکترونی بالا دارند. هنگامی که به گازهای بی اثر اضافه می‌شوند، تخلیه را فرو می‌نشانند؛ برای مثال در لوله‌های گایگر-ام ال شلر مورد بهره‌برداری قرار می‌گیرند.[۱]

### گازهای عایق
در موارد خاص (مثلاً کلیدهای فشار قوی)، گازهایی با خواص دی الکتریک خوب و ولتاژهای شکست بسیار بالا مورد نیاز است. عناصر بسیار الکترونگاتیو، به عنوان مثال، هالوژن‌ها، مورد نیاز هستند زیرا آنها به سرعت با یون‌های موجود در کانال تخلیه، دوباره ترکیب می‌شوند. یکی از محبوب‌ترین گزینه‌ها هگزا فلوراید گوگرد است که در کاربردهای خاص ولتاژ بالا استفاده می‌شود. گزینه‌های رایج دیگر نیتروژن خشک و هالوکربن‌ها هستند.

## فیزیک و فناوری لوله گاز

مشخصات ولتاژ-جریان تخلیه الکتریکی در نئون در 1 torr، با دو الکترود مسطح که با فاصله ۵۰ سانتی‌متر از هم جدا شده‌اند. A: پالس‌های تصادفی توسط تابش کیهانی B: جریان اشباع C: تخلیه بهمنی تاونسند D: تخلیه تاونسند خودپایدار E: منطقه ناپایدار: ترشحات کرونا F: تخلیه درخشان غیرطبیعی G: ترشح طبیعی درخشان H: ترشح غیرطبیعی درخشندگی I: منطقه ناپایدار: انتقال قوس درخشان J: قوس الکتریکی K: قوس الکتریکی ناحیه AD تخلیه تاریک نامیده می‌شود. مقداری یونیزاسیون وجود دارد، اما جریان زیر ۱۰ میکرو آمپر است و مقدار قابل توجهی تابش تولید نمی‌شود. منطقه DG مقاومت دیفرانسیل منفی را نشان می‌دهد ناحیه FH ناحیه ای از تخلیه درخشان است. پلاسما درخشش ضعیفی از خود گسیل می‌کند که تقریباً تمام حجم لوله را اشغال می‌کند. بیشتر نور توسط اتم‌های خنثی برانگیخته گسیل می‌شود. منطقه IK ناحیه تخلیه قوسی است. پلاسما در یک کانال باریک در امتداد مرکز لوله متمرکز شده‌است. مقدار زیادی تشعشع تولید می‌شود.

مکانیسم اساسی، تخلیه تاونسند است، که ضرب پایدار جریان الکترون با ضربه یونی است، زمانی که یک مقدار بحرانی قدرت میدان الکتریکی برای چگالی گاز به دست می‌آید. همان‌طور که در نمودار نشان داده شده‌است، با افزایش میدان الکتریکی، فازهای مختلفی از تخلیه به وجود می‌آید. گاز مورد استفاده به‌طور چشمگیری بر پارامترهای لوله تأثیر می‌گذارد. ولتاژ شکست به ترکیب گاز و فاصله الکترود بستگی دارد. وابستگی‌ها توسط قانون پاشن توصیف می‌شوند.

### فشار گاز
فشار گاز ممکن است بین ۰٫۰۰۱ و ۱٬۰۰۰ تور (۰٫۱۳–۱۳۳٬۳۲۲٫۳۷ پاسکال)؛ معمولاً از فشارهای بین 1-10 torr استفاده می‌شود. فشار گاز بر عوامل زیر تأثیر می‌گذارد:
- ولتاژ شکست (که ولتاژ احتراق نیز نامیده می‌شود)
- چگالی جریان
- ولتاژ بهره‌برداری
- ولتاژ معکوس
- طول عمر لوله (لوله‌های با فشار پایین‌تر به دلیل مصرف گاز طول عمر کمتری دارند)
- کندوپاش کاتد، در فشارهای بالاتر کاهش می‌یابد

بالاتر از یک مقدار معین، هر چه فشار گاز بیشتر باشد، ولتاژ احتراق بالاتر می‌رود. لوله‌های روشنایی فشار بالا می‌توانند در زمان سرد شدن، زمانی که فشار گاز کم است، به ضربه‌های چند کیلوولتی برای احتراق نیاز دارند. پس از گرم شدن، هنگامی که ترکیب فرٍار (بخار شدنی) مورد استفاده برای انتشار نور تبخیر می‌شود و فشار افزایش می‌یابد، تخلیه مجدد به ولتاژ قابل بسیار بالاتری یا کاهش فشار داخلی به وسیله خنک کردن لامپ نیاز دارد. به عنوان مثال، بسیاری از لامپ‌های بخار سدیم را نمی‌توان بلافاصله پس از خاموش شدن دوباره روشن کرد. قبل از اینکه دوباره روشن شوند باید خنک شوند.
گاز تمایل دارد در طول عملیات لوله، توسط چندین پدیده که مجموعاً پاکسازی نامیده می‌شود، مصرف شود. اتم‌ها یا مولکول‌های گاز بر روی سطوح الکترودها جذب می‌شوند. در لوله‌های ولتاژ بالا، یون‌های شتاب گرفته می‌توانند به داخل مواد الکترود نفوذ کنند. سطوح جدید، که با کندوپاش الکترودها تشکیل شده و روی سطوح داخلی لوله قرار می‌گیرند، به راحتی گازها را جذب می‌کنند. گازهای غیر خنثی نیز می‌توانند از نظر شیمیایی با اجزای لوله واکنش دهند. هیدروژن ممکن است از طریق برخی فلزات پخش شود.
برای حذف گاز در لوله‌های خلاء از گیرنده‌ها و برای تأمین مجدد گاز برای لوله‌های پر از گاز، از پرکننده‌ها استفاده می‌شود. اغلب، پرکننده‌ها با هیدروژن استفاده می‌شوند. یک رشته ساخته شده از یک فلز جاذب هیدروژن (مثلاً زیرکونیوم یا تیتانیوم) در لوله وجود دارد و با کنترل دمای آن نسبت هیدروژن جذب شده و دفع شده تنظیم می‌شود و در نتیجه فشار هیدروژن در لوله کنترل می‌شود. رشته فلزی به عنوان مخزن هیدروژن عمل می‌کند. از این رویکرد به عنوان مثال در تیراترون‌های هیدروژن یا لوله‌های نوترونی استفاده می‌شود. استفاده از بخار جیوه اشباع شده امکان استفاده از یک منبع جیوه مایع را به عنوان مخزن بزری از مواد فراهم می‌کند. اتم‌های از دست رفته توسط پاکسازی، به‌طور خودکار با تبخیر جیوه بیشتر دوباره پر می‌شوند. فشار در لوله به شدت به دمای جیوه بستگی دارد که باید به دقت کنترل شود.
یکسو کننده‌های بزرگ از بخار جیوه اشباع شده با مقدار کمی گاز بی اثر استفاده می‌کنند. هنگامی که لوله سرد است، گاز بی اثر از تخلیه پشتیبانی می‌کند.
مشخصات جریان-ولتاژ شیر قوس جیوه به شدت به دمای جیوه مایع بستگی دارد. افت ولتاژ در بایاس رو به جلو از حدود ۶۰ ولت در ۰ درجه سانتیگراد تا حدودی بالاتر از ۱۰ ولت در ۵۰ درجه سانتیگراد کاهش می‌یابد و سپس ثابت می‌ماند. ولتاژ شکست بایاس معکوس ("قوس عقب") به‌طور چشمگیری با دما کاهش می‌یابد، از ۳۶ کیلوولت در ۶۰ درجه سانتی گراد تا ۱۲ کیلو ولت در ۸۰ درجه سانتیگراد یا حتی کمتر در دماهای بالاتر؛ بنابراین محدوده عملیاتی معمولاً بین ۱۸ تا ۶۵ درجه سانتی گراد است

### خلوص گاز
گاز داخل لوله باید خالص نگه داشته شود تا خواص مورد نظر حفظ شود. حتی مقدار کمی ناخالصی می‌تواند به‌طور چشمگیری خواص لوله را تغییر دهد. وجود گازهای غیر خنثی به‌طور کلی باعث افزایش ولتاژ شکست و سوختن می‌شود. وجود ناخالصی‌ها را می‌توان با تغییر در رنگ درخشش گاز مشاهده کرد. نشت هوا به داخل لوله باعث وارد شدن اکسیژن می‌شود که بسیار الکترونگاتیو بوده و از تولید بهمن‌های الکترونی جلوگیری می‌کند. این باعث می‌شود ترشحات، رنگ پریده، شیری یا قرمز به نظر برسد. رد بخارهای جیوه مایل به آبی می‌درخشند و رنگ گاز اصلی را پنهان می‌کنند. بخار منیزیم ترشحات را سبز رنگ می‌کند. برای جلوگیری از خروج گاز از اجزای لوله در حین کار، قبل از پر کردن با گاز و آب‌بندی نیاز به حرارت دهی است. گاز زدایی کامل برای لوله‌های با کیفیت بالا مورد نیاز است. حتی به اندازه torr (≈۱ μPa)10−8 اکسیژن برای پوشاندن الکترودها با لایه اکسید تک مولکولی در چند ساعت کافی است. گازهای غیر خنثی را می‌توان به‌وسیلهٔ گیرنده‌های مناسب حذف کرد. برای لوله‌های حاوی جیوه، باید از گیرنده‌هایی استفاده شود که با جیوه، آمالگام تشکیل نمی‌دهند (مثلاً زیرکونیوم، اما نه باریم). کندوپاش کاتدی ممکن است عمداً برای گرفتن گازهای غیر خنثی استفاده شود. برخی از لوله‌های مرجع برای این منظور از کاتدهای مولیبدن استفاده می‌کنند.
گازهای خنثی خالص در جایی استفاده می‌شوند که اختلاف بین ولتاژ جرقه و ولتاژ احتراق باید زیاد باشد، به عنوان مثال در لوله‌های سوئیچینگ. لوله‌ها برای بروز و تثبیت، در جایی که اختلاف باید کمتر باشد، باید با مخلوط پنینگ پر شوند. تفاوت کمتر بین ولتاژ جرقه و احتراق اجازه می‌دهد تا از ولتاژهای منبع تغذیه کمتر و مقاومت‌های سری کوچکتر استفاده کنید.

## نورپردازی و نمایش لوله‌های پر از گاز
چراغ‌های فلورسنت، لامپ‌های CFL ، لامپ‌های تخلیه جیوه و سدیم و لامپ‌های HID همگی لوله‌های پر از گاز هستند که برای روشنایی استفاده می‌شوند.
لامپ‌های نئونی و تابلوهای نئونی (که این روزها اکثر آنها دیگر مبتنی بر نئون نیستند) نیز لوله‌های پر از گاز کم فشار هستند.
دستگاه‌های تخصصی قدیمی پر از گاز کم فشار، شامل لوله Nixie (که برای نمایش اعداد استفاده می‌شود) و دکاترون (برای شمارش یا تقسیم پالس‌ها با نمایش به عنوان یک تابع ثانویه استفاده می‌شود) هستند.
لامپ‌های فلاش زنون لوله‌های پر از گازی هستند که در دوربین‌ها و چراغ‌های بارق برای تولید فلاش‌های روشن استفاده می‌شوند.
لامپ‌های گوگردی که اخیراً ساخته شده‌اند نیز در صورت داغ بودن، لوله‌های پر از گاز هستند.

## لوله‌های پر از گاز در الکترونیک
از آنجایی که ولتاژ احتراق به غلظت یون بستگی دارد که ممکن است پس از یک دوره طولانی از عدم فعالیت به صفر برسد، بسیاری از لوله‌ها برای در دسترس بودن یون آماده شده‌اند:
- به صورت نوری، با نور محیط یا توسط یک لامپ رشته‌ای ۲ واتی، یا با تخلیه درخشان در همان پوشش،
- به صورت رادیواکتیو، با افزودن تریتیوم به گاز، یا با پوشاندن پوشش داخل،
- به صورت الکتریکی، با الکترود نگهدارنده یا آغازگر

### دستگاه‌های قدرت
برخی از نمونه‌های مهم عبارتند از لوله‌های تیراترون، کریترون و ایگنیترون که برای سوئیچ کردن جریان‌های ولتاژ بالا استفاده می‌شوند. یک نوع تخصصی از لوله پر از گاز به نام لوله تخلیه گاز (GDT) برای استفاده به عنوان محافظ ولتاژ، برای محدود کردن نوسانات ولتاژ در مدارهای الکتریکی و الکترونیکی ساخته شده‌است.

### لوله‌های محاسباتی
از اثر ماشه اشمیت در ناحیه مقاومت دیفرانسیل منفی می‌توان برای تحقق تایمرها، نوسانگرهای استراحت و مدارهای دیجیتال با لامپ‌های نئونی، لوله‌های ماشه، لوله‌های رله، دکاترون‌ها و لوله‌های nixie استفاده کرد.
تیراترون‌ها همچنین می‌توانند به‌عنوان تریودها با بهره‌برداری از آنها آن‌ها در زیر ولتاژ احتراق‌شان مورد استفاده قرار گیرند و به آن‌ها اجازه می‌دهد سیگنال‌های آنالوگ را به‌عنوان یک آشکارساز ابربازسازنده خود خاموش شونده در گیرنده‌های کنترل رادیویی تقویت کنند.

### شاخص‌ها
لامپ‌های نئونی مخصوصی در کنار لوله‌های nixie وجود داشت:
- نشانگر تنظیم کننده اولیه Tuneon، یک لوله شیشه ای با یک آند سیم کوتاه و یک کاتد سیم بلند که تا حدی می‌درخشد. طول درخشش متناسب با جریان لوله است
- لامپ نئون فسفری
- لوله ماشه ای درخشنده، که به عنوان نشانگر قفل کردن یا پیکسل نمایشگرهای ماتریس نقطه ای استفاده می‌شود
  - لوله ماشه ای با درخشش مستقیم
  - لوله ماشه ای فسفری

### دیودهای نویز
دیودهای نویز کاتد داغ و تخلیه گاز در پاکت‌های شیشه‌ای لوله رادیویی معمولی برای فرکانس‌هایی تا UHF و لوله‌های شیشه‌ای بلند و نازک با پایه لامپ معمولی سرنیزه ای برای رشته و درپوش بالایی آند، برای فرکانس‌های SHF و درج مورب در یک موج بر.
این دیودها با یک گاز خنثی خالص مانند نئون پر شده بودند زیرا مخلوط‌ها خروجی را وابسته به دما می‌کردند. ولتاژ سوزاندن آنها زیر ۲۰۰ ولت بود، اما برای احتراق نیاز به آغازگر نوری توسط یک لامپ رشته‌ای ۲ واتی و افزایش ولتاژ در محدوده ۵ کیلو ولت داشتند.
یک تیراترون مینیاتوری زمانی که به عنوان دیود در میدان مغناطیسی عرضی عمل می‌کند، به عنوان منبع نویز کاربرد بیشتری دارد.

### لوله‌های تنظیم کننده ولتاژ
در اواسط قرن بیستم معمولا از لوله‌های تنظیم کننده ولتاژ استفاده می‌شد.

### اندازه‌گیری زمان سپری شده
از کندوپاش کاتدی در Time Totalizer استفاده می‌شود، یک زمان‌سنج فلز-بخار مبتنی بر کولومتر که در آن فلز پراکنده شده بر روی یک عنصر کلکتور رسوب می‌کند که مقاومت آن به آرامی کاهش می‌یابد.

## لیست لوله‌های -tron
- لوله‌های استخر جیوه
  - Excitron، یک لوله استخر جیوه
  - گوسترون یا گاوزیترون، یک لوله حوضچه قوسی جیوه ای
  - ایگنیترون، یک لوله استخر جیوه ای
  - سندیترون، یک لوله استخر جیوه ای
- تریگنیترون، نام تجاری برای لوله استخر جیوه ای که در جوشکارهای الکتریکی استفاده می‌شود
  - Capacitron، یک لوله استخر جیوه
- Corotron، نام تجاری یک تنظیم کننده انتقال (شانت) پر از گاز، معمولاً حاوی مقادیر کمی از مواد رادیواکتیو برای تنظیم ولتاژ مورد نیاز است.
- Crossatron، یک لوله تعدیل کننده
- Kathetron یا cathetron، یک لامپ سه قطبی کاتد گرم پر از گاز با دریچه ای خارج از لوله
- نئوترون، یک مولد پالس
- پرماترون، یک یکسو کننده کاتد داغ با جریان آند که توسط میدان مغناطیسی کنترل می‌شود
- فانوترون، یکسو کننده
- پلوماترون، یکسو کننده قوس جیوه ای با کنترل شبکه
- استروبوترون، یک لوله کاتدی سرد طراحی شده برای پالس هایجریان بالای باریک، که در عکاسی با سرعت بالا استفاده می‌شود.
- Takktron، یکسو کننده کاتد سرد برای جریان‌های کم در ولتاژ بالا
- Thyratron، یک لوله سوئیچینگ کاتدی داغ
- تریگاترون، یک سوئیچ با جریان بالا شبیه به یک شکاف جرقه
- آلفاترون، نوعی لوله یونیزاسیون برای اندازه‌گیری خلاء
- Dekatron، یک لوله شمارش (همچنین به لوله nixie و نور نئون مراجعه کنید)
- پلاسماترون، یک لوله کاتدی داغ با جریان آند کنترل شده
- تاسیترون، یک تیراترون کم نویز با قابلیت قطع جریان
- Krytron، یک لوله سوئیچینگ سریع کاتدی سرد